# Xoridesopus
Xoridesopus is een geslacht van insecten uit de orde vliesvleugeligen (Hymenoptera) en de familie Ichneumonidae.

## Soorten
- X. aciculatus Gupta & Gupta, 1983
- X. annulicornis Cameron, 1907
- X. asperus Gupta & Gupta, 1983
- X. baltazarae Gupta & Gupta, 1983
- X. bicoloratus Gupta & Gupta, 1983
- X. dominator (Tosquinet, 1903)
- X. excultus Gupta & Gupta, 1983
- X. flavispeculum Gupta & Gupta, 1983
- X. fuscatus Gupta & Gupta, 1983
- X. heinrichi Gupta & Gupta, 1983
- X. infuscatus Gupta & Gupta, 1983
- X. jonathani Gupta & Gupta, 1983
- X. kamathi Gupta & Gupta, 1983
- X. kosemponis (Uchida, 1932)
- X. leucotarsus Gupta & Gupta, 1983
- X. lineatus Gupta & Gupta, 1983
- X. maculatus Gupta & Gupta, 1983
- X. maculifacialis Sheng, 2009
- X. manisi Gupta & Gupta, 1983
- X. nigricoxatus Sheng, 2009
- X. nigrifemur Gupta & Gupta, 1983
- X. nigrispeculum Momoi, 1970
- X. nigritibia Gupta & Gupta, 1983
- X. notialis Gupta & Gupta, 1983
- X. orientalis Gupta & Gupta, 1983
- X. propodeus Sheng & Sun, 2010
- X. pyrrhogaster Gupta & Gupta, 1983
- X. reticulatus Gupta & Gupta, 1983
- X. rugosus Gupta & Gupta, 1983
- X. schuleri (Dalla Torre, 1902)
- X. striatus Gupta & Gupta, 1983
- X. sulawensis Gupta & Gupta, 1983
- X. taihokensis (Uchida, 1932)
- X. taihorinus (Uchida, 1932)
- X. tumulus Wang, 2001
- X. variegatus (Smith, 1859)
- X. verticalis (Bingham, 1895)
- X. xanthosema Gupta & Gupta, 1983
- X. xanthosternum Gupta & Gupta, 1983